# Boris Khazanov
Pour les articles homonymes, voir Khazanov.
Œuvres principales
L'Heure de roi
Boris Khazanov (en russe : Борис Хазанов), de son vrai nom Guennadi Moïsseïevitch Faïboussovitch (Геннадий Моисеевич Файбусович), est un écrivain soviétique puis russe né le 16 janvier 1928 à Leningrad (URSS) et mort le 11 janvier 2022 à Munich (Allemagne).

## Biographie
Boris Khazanov est étudiant en cinquième année à la faculté philologique de l'université d’État de Moscou lorsqu'il est condamné aux travaux forcés de 1949 à 1955 pour antisoviétisme. À sa libération, après être devenu médecin, il se consacrera à l'écriture. 
Il s'installe à Munich en 1982. En 1983-1993, il participe aux projets de Radio Free Europe.
La ville de Heidelberg lui remet le prix Littérature en exil en 1998.
En marge de son activité de romancier, il a traduit en russe la correspondance philosophique de Gottfried Wilhelm Leibniz et d'autres ouvrages de théologiens allemands.

## Œuvres traduites en français
- Antivremiâ : moskovskij roman (1986) Le Contre-temps : roman moscovite, traduit par Elena Rolland-Maïski, Lagrasse, Verdier, coll. « Slovo », 1992  (ISBN 2-86432-151-3)
- Tschass korolya (1985) L'Heure du roi, traduit par Elena Balzamo, Paris, éditions Viviane Hamy, 2005  (ISBN 2-87858-203-9)